# Siematismulu din 1867
Siematismulu veneratului cleru a nou înființiatei diecese greco-catolice a Gherlei pre anulu de la Christosu 1867 este primul șematism diecezan publicat la Gherla. 
În cartea editată de Eparhia de Gherla se arată că în eparhie se află 525 parohii și 272 filii, împreună 797 comunități bisericești.